# Markéta (rybník)
Rybník Markéta, někdy také přehrada Markéta, ale také vodní nádrž Markéta nebo rybník U svaté Markéty, se nachází v Přírodním parku Rokytka mezi částmi hlavního města Praha Královice a Hájek u Uhříněvsi.

## Popis
Údolí, kterým potok Rokytka obtéká ostroh s kostelíkem svaté Markéty a zbytkem hradiště Šance, bylo přehrazeno v 70. letech 20. století. Vzniklá vodní plocha má výrazně protáhlý tvar, pomalu se rozšiřující směrem k hrázi, který od vtoku Rokytky pod Královicemi směřuje nejprve na severozápad, pak se přibližně po 200 m stáčí na severovýchod a po dalších asi 200 m na sever k hrázi u jižního konce Hájku u Uhříněvsi. 
Dno je písčité a nádrž je vhodná ke sportovnímu rybolovu. Vyskytují se tu zejména kapři, amuři, štiky, candáti a okouni.
Rybník je poměrně obtížně přístupný, je obklopený soukromými pozemky a nelze ho obejít. 